# Ricardo Bruni Marx
Ricardo Bruni Marx (, 12 de julho de 1974) é um bumeranguista brasileiro. Seu primeiro contato com o bumerangue aconteceu em meados de 1990.
Em 2002 participou pela primeira vez de um campeonato internacional, sem muito conhecimento técnico de regras ou "manhas", e teve que praticamente reaprender a jogar para tirar antigos vícios. Entendeu as técnicas de regulagens, aerodinâmica e passou a competir frequentemente.
Atualmente dedica-se exclusivamente ao esporte, treinando jogadores, fazendo shapes especiais para competição, promovendo encontros e festivais e pesquisando novidades para repassar aos praticantes do esporte. 
Desde o início de 2004 ocupou o cargo de diretor técnico da Associação Brasileira de Bumerangue (ABB), assumindo em 2007 o cargo de presidente para o biênio 2007/2008 e sendo reeleito para 2009/2010.

## Participações e colocações em campeonatos
2002 - Campeonato Mundial em Kiel, Alemanha
- 12° lugar na categoria de times

2003 - Campeonato Americano em Ohio, EUA
- 8° lugar na categoria individual

2004 - Campeonato Americano em Ohio, EUA
- 1° lugar em distância (campeão americano de distância)
- 2° lugar na categoria de times / intermediário

2004 - Campeonato Americano em Outer Banks, EUA
- 5° lugar na categoria individual PRO

2005 - 1º Campeonato Brasileiro de Bumerangue em São Paulo, Brasil
- 4º lugar na categoria individual
- 1º lugar na modalidade precisão (campeão brasileiro de precisão)

2005 - 1º Campeonato Pan-Americano de Bumerangue em Itú, Brasil
- 2° lugar na categoria de times (SkyWalkers Team)

2006 - Campeonato Americano em Atlanta, EUA
- 18º lugar no geral

2006 - 2º Campeonato Brasileiro de Bumerangue em Cotia, Brasil
- 8º lugar no geral
- 3º lugar em Enduro
- 3º lugar em MTA

2007 - 1º Campeonato Brasileiro Indoor em São Paulo, Brasil
- 4º lugar no geral (individual)
- 2º lugar no campeonato de times (com Sandro Carlos Freitas)
- 1º lugar em Precisão
- 2º lugar Trick Catch
- 3º lugar Fast Catch
- 2º lugar Enduro

2007 - 3º Campeonato Brasileiro de Bumerangue em Franca, Brasil
- 3º lugar no geral
- 3º lugar em Precisão